# Äntligen midsommar!
Äntligen midsommar! är en svensk komedifilm från 2009 i regi av Ian McCrudden.

## Handling
Äntligen midsommar är en kärlekskomedi i svensk sommaridyll.

## Om filmen
Ett vackert sekelskifteshus på strandtomt, en svensk flagga vajar från en flaggstång framför huset. Vid den lilla träbryggan ligger en segelbåt förtöjd. Det här är skådeplatsen för vännernas årliga midsommarfirande hos Susanne och Emil. Sillunchen, bastun, femkampen och det nattliga nakenbadet är som vanligt förberett. Vännerna är samlade inklusive långväga amerikanska gästen Sam, Emils skådespelande vän från Staterna (spelad av Luke Perry, bl.a. känd från TV-serien Beverly Hills). Förväntningarna är delade - Micke ängslas över sin höggravida flickvän och snabbaste vägen till närmaste sjukhus, Eva söker förströelse efter uppbrottet från Patrick och Sam anländer med en bild av den svenska synden. Emils överraskning verkar dessutom kunna lyfta festen till oöverträffade höjder. Om nu allt hade gått som det var tänkt.

## Rollista (i urval)
- Luke Perry – Sam
- Lisa Werlinder – Susanne
- Olle Sarri – Anders
- Per Wernolf – Patrik
- Kari Hamfors Wernolf – Katarina
- Anna Littorin – Eva
- Alexander Karim – Micke
- Daniel Gustavsson – Emil
- Annica Bejhed – Maria